# دختر جوان دلربا
دختر جوان دلربا (ایتالیایی: Il bocconcino) یک فیلم کمدی سکسی سبک ایتالیایی به کارگردانی رومانو اسکانداریاتو است که در سال ۱۹۷۶ منتشر شد.

## گزیدهٔ بازیگران
- لوچو فلائوتو
- هلن شانل
- آنتینیزکا نمور
- ایتالیا وانیلیو
- فابیو کونتی